# ちょく!
『ちょく!』は、谷川ニコによる日本の漫画作品。スクウェア・エニックス刊『フレッシュガンガン』2008年春号に読み切りとして掲載された後、同社のウェブコミック配信サイト『ガンガンONLINE』で同年11月13日更新分より2010年12月9日更新分まで連載された。

## ストーリー
友達に恵まれず、ギャルゲーに没頭する日々を送る高校生・水橋直は男子トイレに堂々と入って来た少女・赤井芹花と出会う。男子トイレの方が落ち着くと言う芹花に直は嫌な予感を抱き、関わらないでいようと思ったのも束の間。芹花は表情一つ変えず、初対面の直に顔を近付けて唐突に鼻血を吹き出し「付き合って」と告白して来る。それ以来、直の日常は芹花の言動により振り回される事になっていく。

## 登場人物
水橋 直（みずはし なお）
主人公。引っ込み思案な性格で友達に恵まれず、ギャルゲーが唯一の楽しみの高校1年生。男子トイレに堂々と入って来た芹花に告白される。背の低さがコンプレックスで、自分より背が高い芹花は自分の好みのタイプではないとの理由で告白を断ろうとしたものの、大量の鼻血を吹き出す芹花の気迫に押される形で一先ずは友達付き合いをすることになってしまう。
女の子のような可愛らしい顔立ち。女装が似合い、作中で何度も女装をさせられている。
赤井 芹花（あかい せりか）
ヒロイン。高校3年生。誕生日は10月12日。図書委員。男子トイレの方が落ち着くとの理由で、昼休みに男子トイレの個室で大便をするのが日課になっている。表情が硬く、他人からは何を考えているか全くわからないが、興奮するとすぐに鼻血を吹き出してしまう。可愛いものが大好きで、アルパカやカピバラ等の動物がお気に入り。初対面の直に告白し、直が上手く断れなかったため、そのまま付き合って（または、付きまとって）いる。中学2年生までは背が低かったが、その後は毎年10センチメートル以上身長が伸び続けた。自動二輪免許を所持しており、長身の映えるツナギのライダースーツを着用しているが、ぬいぐるみの様な変なサイドカーの付いたバイクを愛用している。
小田 和美（おだ かずみ）
芹花と同じクラスの図書委員。仲の良かった友達に彼氏ができたことがきっかけで男の子が苦手になり、教室にも行きづらくなって、保健室登校をしている。そのため、芹花からは「図書委員の仕事が増えて、直と一緒に過ごせる時間が減っている」と不満を持たれており、「教室には来なくていいから図書委員の仕事だけはやれ」と理不尽な要求をされる。
わんだゆ
芹花の飼い犬。メスなのにずっと発情している。
倉田（くらた）
直のクラスメイト、目立つ行動はあまりしない。
直の母
直の母親。商社勤務。離婚しており、現在は直と2人暮らし。芹花からは「直母（なおはは）」と呼ばれている。
黒沢 夏美（くろさわ なつみ）
直のクラスである1年2組の担任。美少年が好きで、直を狙っている。最終話で、2年生に進級した直のクラスの担任も務める。
大西（おおにし）
芹花のバイト先のゲームセンターで働く高校生。将来の夢はゲームクリエイター。女装した直に一目惚れする。
月山 静流（つきやま しずる）
ライトノベル作家を目指す女子高生。読書の趣味が自分と同じ直に興味を持つ。
元木（もとき）
ファンシーバイクショップMOTOKIのオーナー店長。ゴスロリファッションで身を固めた女性。サイドカーニストとして一部で有名で、芹花に変なサイドカーを供給している張本人。

## 書誌情報
- 谷川ニコ『ちょく！』スクウェア・エニックス〈ガンガンコミックスONLINE〉、全4巻
  1. 2009年7月22日発売 ISBN 978-4-7575-2612-9
  2. 2009年12月22日発売 ISBN 978-4-7575-2748-5
  3. 2010年7月22日発売 ISBN 978-4-7575-2936-6
  4. 2011年2月22日発売 ISBN 978-4-7575-3158-1